# Stary Chwalim
Stary Chwalim (niem. Alt Valm) – wieś w Polsce, położona w województwie zachodniopomorskim, w powiecie szczecineckim, w gminie Barwice, przy drodze wojewódzkiej nr 171. W miejscowości znajduje się szkoła podstawowa.

## Nazwa
12 listopada 1946 r. nadano miejscowości polską nazwę Stary Chwalim.

## Historia
Pierwsza wzmianka o wsi Vallyn jest datowana na 1364. Stary Chwalim należał od XVI do XVIII w. do rodu von Glasenapp i rodu von Wedig. Następnie był własnością rodu von Zastrow. W miejscowości znajdują się liczne budynki z przełomu XIX i XX w., o konstrukcji murowano-szachulcowej. We wsi znajduje się parafia św. Judy Tadeusza w Starym Chwalimiu, na cmentarzu przykościelnym dąb szypułkowy o obwodzie 420 cm oraz lipy drobnolistne o obwodach 320 i 340 cm. Przy drodze do stacji kolejowej kamienny krzyż z XVIII, prawdopodobnie dawny krzyż pokutny.

## Zabytki
- park dworski, pozostałość po dworze[7].